# Gignac, Hérault
Gignac (in Occitan Ginhac) là một tỉnh thuộc tỉnh Hérault trong vùng Occitanie ở phía nam nước Pháp. Xã này nằm ở khu vực có độ cao trung bình 28-286 mét trên mực nước biển. Dân số thời điểm năm 1999 là 3995 người.